# 스키라

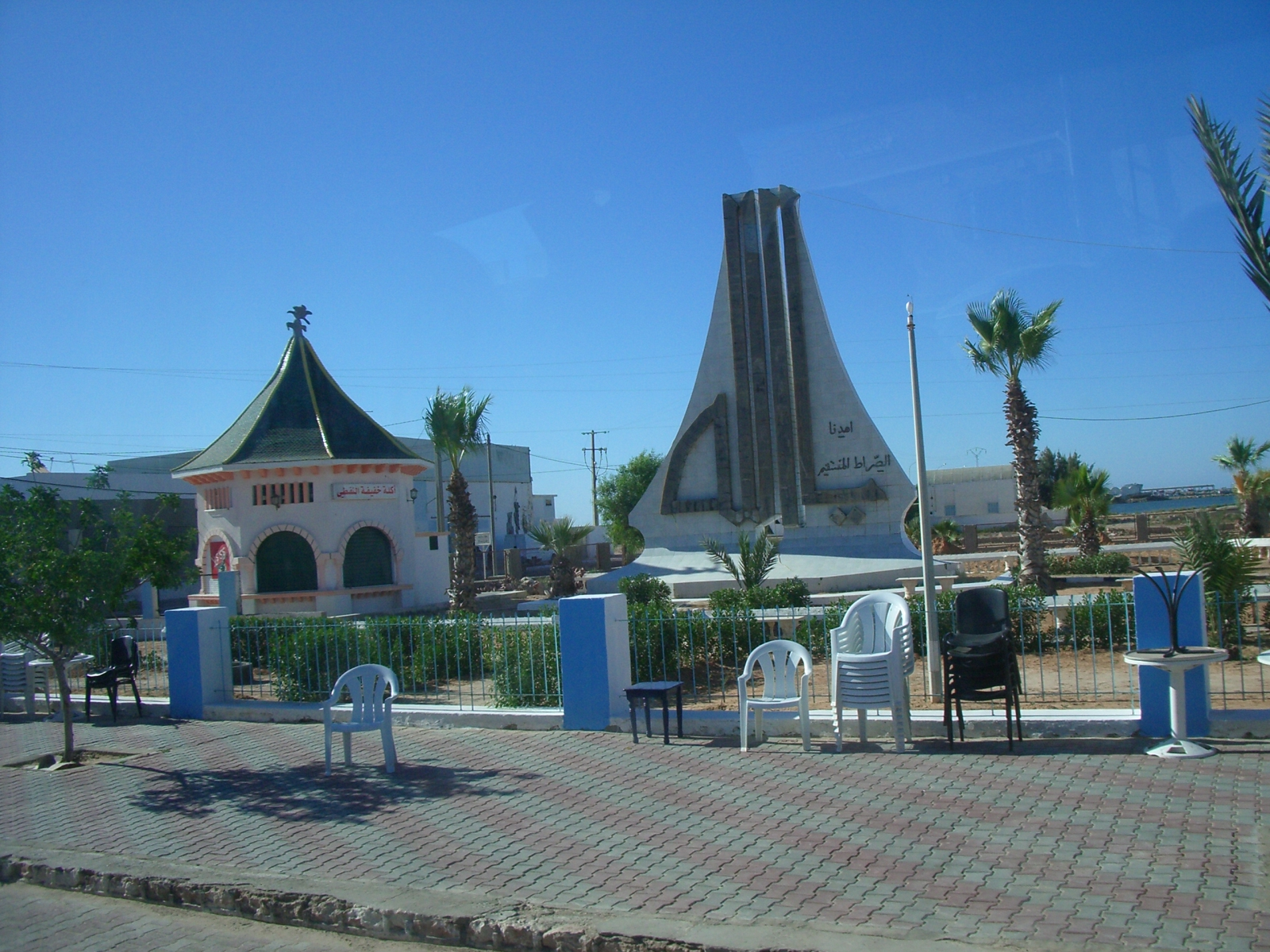
스키라

스키라(영어: Skhira, 아랍어: سخيرا)는 튀니지 스팍스 주에 있는 도시이다. 인구는 8,627명(2004년)이다.